# Adolf Geck

Adolf Geck

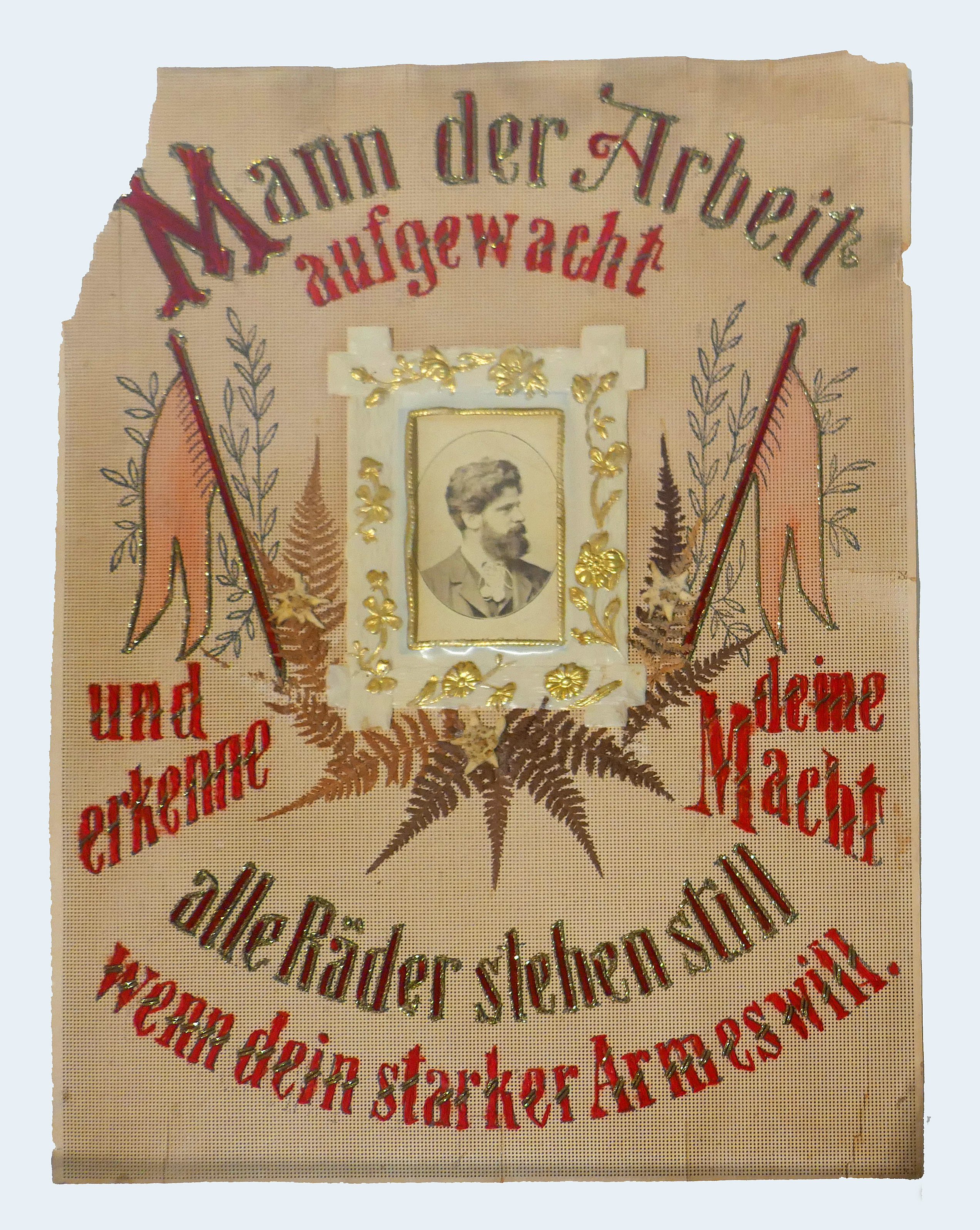
Sozialdemokratische Stickerei, um 1900 (Museum im Ritterhaus).

Ernst Adolf Geck (* 9. Februar 1854 in Offenburg; † 13. April 1942 ebenda) war der erste Sozialdemokrat im Präsidium der Zweiten Badischen Kammer und Mitglied des Reichstages.

## Leben
Geck war der Sohn eines Gastwirts. Er besuchte das Gymnasium Offenburg (Abitur 1872), studierte am Polytechnikum Karlsruhe Bauingenieurwesen (1872–1876). Dort wurde er 1874 Mitglied der Burschenschaft Teutonia. 1879 wurde er Parteisekretär der Deutschen Volkspartei in Frankfurt am Main, wandte sich jedoch bald der Sozialdemokratie zu.
1881 übernahm er eine Druckerei, den dazugehörigen Verlag sowie die Redaktion und gab in Offenburg die Zeitung Der Volksfreund heraus, die später unter dem Sozialistengesetz wiederholt verboten wurde. Geck erhielt als Redakteur anderthalb Jahre Gefängnis und hohe Geldstrafen. Seit 1899 gab er die Heimatzeitung D’r alt Offeburger heraus. Im Kampf gegen das Sozialistengesetz war Geck als Vertrauensmann im Vertrieb des illegalen Sozialdemokrat tätig.
1890 gehörte Geck zur Führung der sozialdemokratischen Landesorganisation Mittelfranken. 1897 bis 1903 und 1905 bis 1918 war er Mitglied des badischen Landtags, 1898 bis 1912 und 1920 bis 1924 des Reichstages. Geck war der erste Sozialdemokrat, der 1905/06 in das Präsidium der Zweiten Kammer des Landtags gewählt wurde. 1917 schloss er sich der USPD an.
1892 heiratet er Marie Geck, geb. Moßmann, verwitwete Schretzmann, die wie ihr Mann in der Sozialdemokratie aktiv und von 1903 bis 1926 Mitglied des Offenburger Armenrates war; 1923–1927 Mitglied des Bezirksrates. Aus der Ehe gingen einerseits die Söhne Brandel und Tell Geck, anderseits die Töchter Erika Lasallia, verheiratet mit Stefan Heymann, Freya Fram, verheiratete Hinkelmann, und Rohtraud Amanda (* 5. August 1898; † 24. April 1983) hervor. Ihr Lebensweg war mehr noch als der ihrer Geschwister am elterlichen Vorbild orientiert. 1920 ging sie mit Staatsexamen von der Sozialen Frauenschule in Mannheim ab und war ab 1921 als Fürsorgeschwester in Berlin tätig. Am 24. März 1923 heiratete sie Eduard Weckerle (* 9. Juli 1890; † 19. Februar 1956), Journalist und Redakteur an der Arbeiterzeitung in Mannheim. Wie ihre Eltern, bekleidete auch Rohtraud Weckerle verschiedene Ämter in der badischen Sozialdemokratie. Sie war Trägerin der Bürgermedaille der Stadt Offenburg.
Adolf Gecks Neffe Oskar Geck gehörte zur selben Offenburger Großfamilie, er trat früh in die Fußstapfen seines Onkels. Ein weiterer Neffe war der Zeitungsverleger und Politiker Eugen Geck.
Adolf Geck und seine Frau standen August Bebel und dessen Familie politisch wie auch menschlich sehr nahe. Zu dessen 70. Geburtstag 1910 beteiligten sich Geck und seine Frau an den Vorbereitungen zum Fest zu Bebels Ehren. Auch mit Rosa Luxemburg stand er seit 1900 in innigem Briefwechsel.
Nach ihm wurde die Adolf-Geck-Straße in Offenburg benannt.
Sein Nachlass befindet sich im Generallandesarchiv Karlsruhe.

## Werke
- Emanuel Wurm: Zur Geschichte der deutschen Fabrikgesetzgebung. Der erste sozialpolitische Versuch in einem deutschen Parlament. Rede von Franz Josef Ritter von Buß, badischer Landtagsabgeordneter, im Jahr 1837. Mit einem Geleitwort von A. Bebel, einem biographischen Vorwort von Ad. Geck,. Adolf Geck, Offenburg 1905. Rezension online
- Heinrich Feuerstein, Lohn und Haushalt der Uhrenfabrikarbeiter des badischen Schwarzwaldes. Eine sozialökonomische Untersuchung. Vierte Ergänzung zum siebenten Bande „Volkswirtschaftliche Abhandlungen der badischen Hochschulen“. Karlsruhe 1905, Verlag der G. Braunschen Hofbuchhandlung. In: Die Neue Zeit. Wochenschrift der deutschen Sozialdemokratie. 23.1904-1905, 1. Band. (1905), Heft 13, S. 430–431. Digitalisat
- Aus Alten Grüfen. In: Arbeiter-Jugend. 1911, S. 260–261. Digitalisat
- Ignaz Auer: Nach zehn Jahren. Material und Glossen zur Geschichte des Sozialistengesetzes, Vorrede von Adolf Geck. Fränkische Verlags-Anstalt, Nürnberg 1913.